# سارا رامیرز (بازیکن تنیس روی میز)
سارا رامیرز (انگلیسی: Sara Ramírez؛ زادهٔ ۴ سپتامبر ۱۹۸۷) یک بازیکن تنیس روی میز اهل اسپانیا است. 
وی در مسابقات کشوری و بین‌المللی در مجموع برنده ۱ مدال طلا، ۱ مدال نقره، ۱ مدال برنز شده‌است.